# Flower (nhóm nhạc Nhật Bản)
Flower (Furawaa  フラワー) (Tên cũ: FLOWER (2009-2012)) là một nhóm nhạc pop nữ của Nhật Bản được thành lập, liên kết với LDH vào năm 2009 và ký hợp đồng thu âm với hãng đĩa Sony Music Associated Records. Họ là một dance&vocal unit của nhóm nhạc tổ hợp nữ E-girls bên cạnh hai nhóm nhạc khác là Dream và Happiness. Ban đầu nhóm có chín thành viên (ba ca sĩ hát chính và sáu vũ công), nhưng hiện nay chỉ còn sáu thành viên (một ca sĩ hát chính và năm vũ công biểu diễn).

## Lịch sử hoạt động

### Năm 2009-Năm 2010:
Ngày 01 tháng 4 năm 2009, từ trường múa EXPG (EXILE Professional Gym) do văn phòng giải trí LDH vận hành, Mizuno Erina (trưởng nhóm), Fujii Shuuka, Shigetome Manami, Nakajima Mio đã thành lập như một nhóm nhảy biểu diễn và được biết đến với tên "FLOWER". Họ bắt đầu xuất hiện trong các video âm nhạc (MV) của nhóm nhạc EXILE, ngoài làm người mẫu (modeling), trước khi được nổi tiếng khi phục vụ vũ đạo như những backup dancer (vũ công dự bị) trong suốt "EXILE LIVE TOUR 2010 FANTASY", cùng với các nhóm nhạc như Happiness và Dream - hai nhóm này cũng đang dưới sự điều hành của LDH.

### Năm 2011:
Trong năm 2011, E-girls (EXILE girls) đã được hình thành như một dự án hợp tác có tính năng giữa FLOWER và hai nhóm nhạc chị em Dream và Happiness. Trong khi hai nhóm khác có ca sĩ, thì FLOWER chỉ được trình diễn vũ đạo tại những show diễn của E-girls.
Vào tháng 2 năm 2011, EXILE tổ chức một cuộc tìm kiếm tài năng trên toàn quốc, có tiêu đề "EXILE Presents VOCAL BATTLE AUDITION 3～For Girls～", đặc biệt nhằm vào các cô gái trẻ, tuổi từ 12-25 do LDH tài trợ để tìm ra các thành viên mới cho nhóm FLOWER. Cuối cùng, hai vũ công Bandou Nozomi và Satou Harumi đã được lựa chọn để tham gia vào nhóm. Tuy nhiên những người chiến thắng của cuộc thi thử giọng ca sĩ sẽ không được công bố cho đến "E-girls SHOW" được tổ chức tại SHIBUYA-AX. Và ở đó, Washio Reina, Mutou Chiharu và Ichiki Kyoka sẽ là ca sĩ chính của FLOWER đã được công bố. Và nhóm - với chín thành viên, đã biểu diễn bài hát "Still" (đây là bài hát trong buổi thử giọng), bên cạnh đó, cũng đã tiết lộ rằng nó sẽ là đĩa đơn debut của nhóm.
Ngày 12 tháng Mười, nhóm đã cho ra mắt single "Still".

### Năm 2012:
FLOWER tiếp tục phát hành một vài single suốt năm 2012 cùng với việc quảng bá như là những thành viên của E-girls.
Ngày 29 tháng 2 năm 2012, nhóm phát hành single "SAKURA Regret (SAKURA リグレット)".
Single "forget-me-not～Wasurenagusa～ (forget-me-not 〜ワスレナグサ〜)" cũng được phát hành cùng năm vào ngày 22 tháng Tám.
Vào gần cuối năm, ngày 28 tháng Mười Một, nhóm cho ra tiếp một single mới mang tên "Koibito ga Santa Claus (恋人がサンタクロース)".

### Năm 2013:
Trong năm này, các ký hiệu của tên nhóm đã được thay đổi từ "FLOWER" thành"Flower".
Trong tháng 6 năm 2013, LDH đã công bố một cuộc thi giữa Flower với nhóm nhạc chị em Happiness, trong đó cả hai nhóm sẽ cùng phát hành đĩa đơn của họ vào ngày 07 tháng Tám, và người chiến thắng của cuộc thi sẽ có quyền đưa một trong những bài hát của mình vào đĩa đơn kế tiếp của E-girls. "Taiyou to Himawari (太陽と向日葵)" chính là đĩa đơn mà Flower đã phát hành. Hai tuần sau đó, Flower đã giành chiến thắng khi được tiết lộ qua chương trình truyền hình "Shuukan EXILE(週刊EXILE)". Như một "phần thưởng", bài hát "Hatsukoi (初恋)" của họ đã được đưa vào single "Gomennasai no Kissing You (ごめんなさいのKissing You)" của E-girls.
Trưởng nhóm Mizuno Erina đã tuyên bố chính thức rút khỏi Flower và E-girls vào ngày 18 tháng 10 năm 2013 với lý do muốn tập trung vào sự nghiệp diễn xuất của mình (nhưng cũng dưới sự lãnh đạo của LDH).
Ngày 25 tháng Mười Hai, tại sự kiện ra mắt đĩa đơn thứ sáu của Flower - "Shirayukihime (白雪姫)" - đây là đĩa đơn mang phiên bản đầu tiên của họ như là một nhóm nhạc tám thành viên, LDH tuyên bố rằng Shigetome Manami sẽ là người lãnh đạo mới của nhóm.

### Năm 2014:
Vào ngày 22 tháng 1 năm 2014, nhóm đã phát hành album đầu tiên của mình, mang tên "Flower".
Ngày 12 tháng Mười, Mutou Chiharu tuyên bố rút khỏi Flower và cả E-girls để đi du học vào tháng tới. Và Mutou đã rời khỏi nhóm vào phút cuối của sự kiện ra mắt single thứ tám "Akikaze no Answer (秋風のアンサー)" được diễn ra tại Ikebukuro Sunshine City vào ngày 12 tháng Mười Một, đây cũng là đĩa đơn cuối cùng bao gồm Mutou.
Trong tháng 12 năm 2014, LDH thông báo rằng Flower sẽ phát hành đĩa đơn thứ chín, "Sayonara, Alice /TOMORROW～Shiawase no Housoku (さよなら、アリス/TOMORROW～しあわせの法則)" của họ vào ngày 18 tháng Hai. Đây sẽ là đĩa đơn A-side đôi đầu tiên của Flower, và cũng là đĩa đơn đầu tiên mà họ không có Mutou, như bảy thành viên.

### Năm 2015:
Flower công bố việc phát hành album thứ hai của họ, "Hanadokei (花時計)", vào ngày 03 tháng 2 năm 2015, sẽ được phát hành vào ngày 04 tháng 3 năm 2015.
Ngày 14 tháng Hai, trong ngày đầu tiên tại tour diễn thứ hai của E-girls - "COLORFUL WORLD", Flower đã công bố về tour diễn live đầu tiên của họ - "Flower LIVE TOUR 2015 "Hanadokei" (Flower LIVE TOUR 2015 "花時計")", sẽ được tổ chức tại năm thành phố trên toàn quốc bao gồm Sapporo, Tokyo, Nagoya, Osaka, Fukuoka và sẽ bắt đầu từ ngày 5 tháng Sáu cho đến ngày 10 tháng Bảy.
Họ đã phát hành single thứ mười của họ "Blue Sky Blue" vào ngày 29 tháng 4 năm 2015.
Ngày 07 tháng Mười, Ichiki Kyoka cũng đã chính thức tuyên bố rút khỏi cả hai nhóm E-girls và Flower để đi theo một con đường khác.
Ngày 16 tháng 12 năm 2015, "Hitomi no Oku no Ginga (瞳の奥の銀河)" - đĩa đơn thứ mười một của nhóm đã được phát hành.

### Năm 2016:
Đĩa đơn thứ mười hai, "Yasashisa de Afureru you ni (やさしさで溢れるように)" đã được Flower công bố sẽ cho phát hành vào ngày 01 tháng 6 năm 2016, track 1 của single là bài hát do nhóm cover của bài hát cùng tên do ca sĩ JUJU hát gốc.

## Các thành viên
| Họ và Tên                                                        | Ngày sinh            | Nơi sinh      | Tốt nghiệp                                 |
| ---------------------------------------------------------------- | -------------------- | ------------- | ------------------------------------------ |
| Fujii Shuuka 藤井萩花 （ふじい しゅうか）                        | 14/10/1994 (21 tuổi) | Osaka         | Vũ công EXPG tại Osaka                     |
| Shigetome Manami 重留真波 （しげとめ まなみ）                    | 11/10/1994 (21 tuổi) | Tỉnh Miyazaki | Trưởng nhóm & Vũ công EXPG tại Miyazaki    |
| Nakajima Mio 中島美央 （なかじま みお）                          | 23/11/1993 (22 tuổi) | Osaka         | Vũ công EXPG tại Osaka                     |
| Washio Reina 鷲尾伶菜 （わしお れいな）                          | 20/1/1994 (22 tuổi)  | Tỉnh Saga     | Ca sĩ hát chính & Vũ công EXPG tại Fukuoka |
| Bandou Nozomi 坂東希 （ばんどう のぞみ）                         | 04/9/1997 (18 tuổi)  | Tokyo         | Vũ công EXPG tại Tokyo                     |
| Satou Harumi 佐藤晴美 （さとう はるみ）                          | 08/6/1995 (21 tuổi)  | Tỉnh Yamagata | Vũ công MPF, ViVid                         |
| Các thành viên cũ                                                |                      |               |                                            |
| Mizuno Erina 水野絵梨奈 （みずの えりな） (Rời nhóm: 18/10/2013) | 08/02/1993 (23 tuổi) | Tokyo         | Trưởng nhóm & Vũ công EXPG tại Tokyo       |
| Mutou Chiharu 武藤千春 （むとう ちはる） (Rời nhóm: 13/11/2014)  | 03/04/1995 (21 tuổi) | Tokyo         | Ca sĩ hát chính & Vũ công EXPG tại Tokyo   |
| Ichiki Kyouka 市來杏香 （いちき きょうか） (Rời nhóm: 7/10/2015) | 04/01/1997 (19 tuổi) | Tỉnh Fukuoka  | Ca sĩ hát chính & Vũ công EXPG tại Fukuoka |

## Danh sách đĩa nhạc

### Đĩa đơn
| Số thứ tự | Năm  | Ngày phát hành | Tựa đề | Vị trí xếp hạng | Vị trí xếp hạng | Tiêu chuẩn                         | Số phần tiêu chuẩn | Từ album                    |
| Số thứ tự | Năm  | Ngày phát hành | Tựa đề | JPN Oricon      | JPN Billboard   | Tiêu chuẩn                         | Số phần tiêu chuẩn | Từ album                    |
| --------- | ---- | -------------- | --- | --------------- | --------------- | ---------------------------------- | ------------------ | --------------------------- |
| 1         | 2011 | 12/10          | Still Vẫn | 5               | 15              | Phiên bản giới hạn                 | AICL-2304/5        | Flower                      |
| 1         | 2011 | 12/10          | Still Vẫn | 5               | 15              | Phiên bản thường                   | AICL-2306          | Flower                      |
| 2         | 2012 | 29/02          | SAKURA Regret SAKURAリグレット SAKURA Ân hận                                                                                                  | 12              | 19              | Phiên bản giới hạn                 | AICL-2335/6        | Flower                      |
| 2         | 2012 | 29/02          | SAKURA Regret SAKURAリグレット SAKURA Ân hận                                                                                                  | 12              | 19              | Phiên bản thường                   | AICL-2337          | Flower                      |
| 3         | 2012 | 22/08          | forget-me-not ~Wasurenagusa~ forget-me-not 〜ワスレナグサ〜 Xin Đừng Quên Em                                                                  | 13              | 25              | Phiên bản giới hạn                 | AICL-2415/6        | Flower                      |
| 3         | 2012 | 22/08          | forget-me-not ~Wasurenagusa~ forget-me-not 〜ワスレナグサ〜 Xin Đừng Quên Em                                                                  | 13              | 25              | Phiên bản thường                   | AICL-2417          | Flower                      |
| 3         | 2012 | 22/08          | forget-me-not ~Wasurenagusa~ forget-me-not 〜ワスレナグサ〜 Xin Đừng Quên Em                                                                  | 13              | 25              | Phiên bản Gundam AGE (ガンダムAGE) | AICL-2418          | Flower                      |
| 4         | 2012 | 28/11          | Koibito ga Santa Claus 恋人がサンタクロース Người Yêu Của Em Là Santa Claus                                                                   | 10              | 31              | Phiên bản giới hạn                 | AICL-2480/1        | Flower                      |
| 4         | 2012 | 28/11          | Koibito ga Santa Claus 恋人がサンタクロース Người Yêu Của Em Là Santa Claus                                                                   | 10              | 31              | Phiên bản thường                   | AICL-2482          | Flower                      |
| 5         | 2013 | 07/08          | Taiyou to Himawari 太陽と向日葵 Mặt Trời và Hoa Hướng Dương                                                                                   | 5               | 7               | Phiên bản giới hạn                 | AICL-2566/7        | Flower                      |
| 5         | 2013 | 07/08          | Taiyou to Himawari 太陽と向日葵 Mặt Trời và Hoa Hướng Dương                                                                                   | 5               | 7               | Phiên bản thường                   | AICL-2568          | Flower                      |
| 5         | 2013 | 07/08          | Taiyou to Himawari 太陽と向日葵 Mặt Trời và Hoa Hướng Dương                                                                                   | 5               | 7               | Phiên bản giới hạn                 | AICL-2569          | Flower                      |
| 6         | 2013 | 25/12          | Shirayukihime 白雪姫 Bạch Tuyết | 3               | 5               | Phiên bản giới hạn                 | AICL-2613/4        | Flower                      |
| 6         | 2013 | 25/12          | Shirayukihime 白雪姫 Bạch Tuyết | 3               | 5               | Phiên bản thường                   | AICL-2615          | Flower                      |
| 6         | 2013 | 25/12          | Shirayukihime 白雪姫 Bạch Tuyết | 3               | 5               | Phiên bản giới hạn                 | AICL-2616          | Flower                      |
| 7         | 2014 | 11/06          | Nettaigyo no Namida 熱帯魚の涙 Nước Mắt Loài Cá Nhiệt Đới                                                                                     | 5               | 8               | Phiên bản giới hạn                 | AICL-2673/4        | 花時計                      |
| 7         | 2014 | 11/06          | Nettaigyo no Namida 熱帯魚の涙 Nước Mắt Loài Cá Nhiệt Đới                                                                                     | 5               | 8               | Phiên bản thường                   | AICL-2675          | 花時計                      |
| 7         | 2014 | 11/06          | Nettaigyo no Namida 熱帯魚の涙 Nước Mắt Loài Cá Nhiệt Đới                                                                                     | 5               | 8               | Phiên bản giới hạn                 | AICL-2676          | 花時計                      |
| 8         | 2014 | 12/11          | Akikaze no Answer 秋風のアンサー Câu Trả Lời Của Làn Gió Mùa Thu                                                                              | 3               | 4               | Phiên bản giới hạn                 | AICL-2747/8        | 花時計                      |
| 8         | 2014 | 12/11          | Akikaze no Answer 秋風のアンサー Câu Trả Lời Của Làn Gió Mùa Thu                                                                              | 3               | 4               | Phiên bản thường                   | AICL-2749          | 花時計                      |
| 8         | 2014 | 12/11          | Akikaze no Answer 秋風のアンサー Câu Trả Lời Của Làn Gió Mùa Thu                                                                              | 3               | 4               | Phiên bản giới hạn                 | AICL-2750          | 花時計                      |
| 9         | 2015 | 18/02          | Sayonara, Alice / TOMROW ~Shiawase no Housoku~ さよなら、アリス / TOMORROW 〜しあわせの法則〜 Tạm biệt em, Alice / NGÀY MAI ~Quyền Hạnh Phúc~ | 7               | 7               | Phiên bản giới hạn                 | AICL-2878/9        | 花時計                      |
| 9         | 2015 | 18/02          | Sayonara, Alice / TOMROW ~Shiawase no Housoku~ さよなら、アリス / TOMORROW 〜しあわせの法則〜 Tạm biệt em, Alice / NGÀY MAI ~Quyền Hạnh Phúc~ | 7               | 7               | Phiên bản thường                   | AICL-2810          | 花時計                      |
| 9         | 2015 | 18/02          | Sayonara, Alice / TOMROW ~Shiawase no Housoku~ さよなら、アリス / TOMORROW 〜しあわせの法則〜 Tạm biệt em, Alice / NGÀY MAI ~Quyền Hạnh Phúc~ | 7               | 28              | Phiên bản giới hạn                 | AICL-2811          | 花時計                      |
| 10        | 2015 | 29/04          | Blue Sky Blue Bầu Trời Xanh | 6               | 8               | Phiên bản giới hạn                 | AICL-2863/4        | THIS IS Flower THIS IS BEST |
| 10        | 2015 | 29/04          | Blue Sky Blue Bầu Trời Xanh | 6               | 8               | Phiên bản thường                   | AICL-2865          | THIS IS Flower THIS IS BEST |
| 10        | 2015 | 29/04          | Blue Sky Blue Bầu Trời Xanh | 6               | 8               | Phiên bản giới hạn                 | AICL-2866          | THIS IS Flower THIS IS BEST |
| 11        | 2015 | 26/12          | Hitomi no Oku no Ginga 瞳の奥の銀河 Dải Ngân Hà Nằm Sâu Trong Đôi Mắt                                                                         | 2               | 2               | Phiên bản giới hạn                 | AICL-3025/6        | THIS IS Flower THIS IS BEST |
| 11        | 2015 | 26/12          | Hitomi no Oku no Ginga 瞳の奥の銀河 Dải Ngân Hà Nằm Sâu Trong Đôi Mắt                                                                         | 2               | 2               | Phiên bản thường                   | AICL-3027/8/9      | THIS IS Flower THIS IS BEST |
| 11        | 2015 | 26/12          | Hitomi no Oku no Ginga 瞳の奥の銀河 Dải Ngân Hà Nằm Sâu Trong Đôi Mắt                                                                         | 2               | 2               | Phiên bản giới hạn                 | AICL-3030          | THIS IS Flower THIS IS BEST |
| 12        | 2016 | 01/06          | Yasashisa de Afureru you ni やさしさで溢れるように Để Dâng Tràn Niềm Hạnh Phúc                                                                | 2               | 2               | Phiên bản giới hạn                 | AICL-3115/6        | THIS IS Flower THIS IS BEST |
| 12        | 2016 | 01/06          | Yasashisa de Afureru you ni やさしさで溢れるように Để Dâng Tràn Niềm Hạnh Phúc                                                                | 2               | 2               | Phiên bản thường                   | AICL-3117          | THIS IS Flower THIS IS BEST |
| 12        | 2016 | 01/06          | Yasashisa de Afureru you ni やさしさで溢れるように Để Dâng Tràn Niềm Hạnh Phúc                                                                | 2               | 2               | Phiên bản giới hạn                 | AICL-3118          | THIS IS Flower THIS IS BEST |

### Đĩa đơn kỹ thuật số
・Taiyou to Himawari [31/07/2013]
・Hatsukoi [02/10/2013]
・Shirayukihime [04/12/2013]
・Hatsukoi acoustic version [11/12/2013]
・let go again feat. VERBAL (m-flo) [08/01/2014]
・TOMORROW ~Shiawase no Housoku~ [16/12/2014]
・Hitomi no Oku no Ginga [28/11/2015]

### Album
| Số thứ tự | Năm  | Ngày phát hành | Tựa đề           | Vị trí xếp hạng | Vị trí xếp hạng | Chi tiết album                                                                          | Thông số kỹ thuật                                                 |
| Số thứ tự | Năm  | Ngày phát hành | Tựa đề           | JPN Oricon      | JPN Billboard   | Chi tiết album                                                                          | Thông số kỹ thuật                                                 |
| --------- | ---- | -------------- | ---------------- | --------------- | --------------- | --------------------------------------------------------------------------------------- | ----------------------------------------------------------------- |
| 1         | 2014 | 22/01          | Flower           | 3               | 3               | ・Định dạng: LP, digital download ・Hãng đĩa: Sony Music Associated Records ・onenation | Phiên bản thường Phiên bản giới hạn                               |
| 2         | 2015 | 04/03          | Hanadokei 花時計 | 2               | 2               | ・Định dạng: LP, digital download ・Hãng đĩa: Sony Music Associated Records ・onenation | Phiên bản thường Phiên bản giới hạn (DVD) Phiên bản giới hạn (BD) |

### Best Album
| Số thứ tự | Năm  | Ngày phát hành | Tựa đề                      | Vị trí xếp hạng | Vị trí xếp hạng | Chi tiết album | Thông số kỹ thuật |
| Số thứ tự | Năm  | Ngày phát hành | Tựa đề                      | JPN Oricon      | JPN Billboard   | Chi tiết album | Thông số kỹ thuật |
| --------- | ---- | -------------- | --------------------------- | --------------- | --------------- | --- | --- |
| 1         | 2016 | 14/09          | THIS IS Flower THIS IS BEST |                 |                 | ・Định dạng: CD+Blu-ray, CD+DVD, CD album, digital download ・Hãng đĩa: Sony Music Associated Records ・onenation | Phiên bản thường (2CD) (AICL-3168-3169) Phiên bản giới hạn (2CD+2BD) (AICL-3160~3163) Phiên bản giới hạn (2CD+2DVD) (AICL-3164~3167) |

### Sự xuất hiện khác
| Năm  | Ngày phát hành | Tựa đề bài hát                     | (Những) Người trình diễn khác | Từ Album |
| ---- | -------------- | ---------------------------------- | ----------------------------- | --- |
| 2013 | 02/10          | Hatsukoi 初恋 Mối tình đầu         | E-girls                       | Gomennasai no Kising You (ごめんなさいのKissing You) của E-girls                                                                                     |
| 2014 | 26/03          | Nando Demo 何度でも Dẫu bao lần    |                               | Watashi to Drecom -DREAMS COME TRUE 25th ANNIVERSARY BÉT COVERS- (私とドリカム -DREAMS COME TRUE 25th ANNIVERSARY BEST COVERS-) của DREAMS COME TRUE |
| 2015 | 04/03          | Dreamin' Together Cùng Nhau Mơ Ước | Little Mix                    | Hanadokei (花時計) của Flower |

## Cộng tác
| Tựa đề bài hát                                                                  | Cộng tác cho | Từ đĩa đơn                                                      |
| ------------------------------------------------------------------------------- | --- | --------------------------------------------------------------- |
| be with you                                                                     | Ca khúc quảng cáo (CM song) cho "JOL" (「JOL」) của Mainabi (マイナビ)                                                                                       | Đĩa đơn thứ 2 "SAKURA Regret"                                   |
| SAKURA Regret (SAKURAリグレット)                                                | Kết thúc chủ đề cho "MUSIC FOCUS" (『MUSIC FOCUS』) tháng 3 năm 2012 trên kênh CTC                                                                           | Đĩa đơn thứ 2 "SAKURA Regret"                                   |
| SAKURA Regret (SAKURAリグレット)                                                | Kết thúc chủ đề cho "Hiruobi!" (『ひるおび!』) tháng 3 năm 2012 trên kênh TBS                                                                                | Đĩa đơn thứ 2 "SAKURA Regret"                                   |
| forget-me-not ~Wasurenagusa~ (forget-me-not 〜ワスレナグサ〜)                   | Kết thúc chủ đề cho anime "Kidou Senshi Gundam AGE" (『機動戦士ガンダムAGE』) trên kênh MBS và TBS                                                           | Đĩa đơn thứ 3 "forget-me-not ~Wasurenagusa~"                    |
| YOUR GRAVITY                                                                    | Kết thúc chủ đề cho "Guruguru Ninetynine" (『ぐるぐるナインティナイン』) tháng 7 - tháng 9 năm 2012 trên kênh NTV                                            | Đĩa đơn thứ 3 "forget-me-not ~Wasurenagusa~"                    |
| Hatsukoi (初恋)                                                                 | Ca khúc quảng cáo (CM song) cho "Samantha×Kawaii×Art" (「Samantha×カワイイ×Art」) của Samantha Thavasa                                                       | Đĩa đơn thứ 6 "Gomennasai no Kissing You" của E-girls           |
| Hatsukoi (初恋)                                                                 | Kết thúc chủ đề cho "music-Ru TV" (『musicる TV』) tháng 10 năm 2013 trên kênh Asahi                                                                         | Đĩa đơn thứ 6 "Gomennasai no Kissing You" của E-girls           |
| Shirayukihime (白雪姫)                                                          | Bài hát chủ đề cho drama "Bokura wa Minna Shinde iru♪" (『僕らはみんな死んでいる♪』) trên kênh NOTTV                                                         | Đĩa đơn thứ 6 "Shirayukihime"                                   |
| COLOR ME UP!                                                                    | Bài hát chủ đề cho "Oh! Bargain" CM (「Oh! Bargain」CM) của OPA                                                                                              | Đĩa đơn thứ 6 "Shirayukihime"                                   |
| Nettaigyo no Namida (熱帯魚の涙)                                                | Kết thúc chủ đề cho "Sukkiri!!" (『スッキリ!!』) tháng 5 năm 2014 trên kênh NTV                                                                              | Đĩa đơn thứ 7 "Nettaigyo no Namida"                             |
| Flower Garden                                                                   | Bài hát chủ đề cho "Dainikai Zenkoku Chuugakkou Rizumu Dansu Fureai Konkuuru" (「第二回全国中学校リズムダンスふれあいコンクール」)                           | Đĩa đơn thứ 8 "Akikaze no Answer"                               |
| Akikaze no Answer (秋風のアンサー)                                              | Bài hát chủ đề cho drama "Binta! ~Bengoshi Jimuin Minowa ga Ai de Kaiketsu shimasu~ (『ビンタ!〜弁護士事務員ミノワが愛で解決します〜』) trên kênh YTV và NTV | Đĩa đơn thứ 8 "Akikaze no Answer"                               |
| TOMORROW ~Shiawase no Housoku (TOMORROW 〜しあわせの法則〜)                     | Bài hát chủ đề cho phim "ANNIE" phiên bản lồng tiếng Tiếng Nhật (『ANNIE/アニー』日本語吹替版)                                                               | Đĩa đơn thứ 9 "Sayonara, Alice / TOMORROW ~Shiawase no Housoku" |
| Sayonara, Alice (さよなら、アリス)                                              | Bài hát chủ đề cho "Sukkiri!!" (『スッキリ!!』) tháng 2 năm 2015 trên kênh NTV                                                                               | Đĩa đơn thứ 9 "Sayonara, Alice / TOMORROW ~Shiawase no Housoku" |
| Blue Sky Blue                                                                   | Ca khúc quảng cáo (CM song) cho "Fashio E-girls Jisshou Raibu-hen" (「ファシオ E-girls 実証ライブ篇」CMソング) của KOSE                                      | Đĩa đơn thứ 10 "Blue Sky Blue"                                  |
| Clover                                                                          | Ca khúc quảng cáo (CM song) cho "Rikunabi Shingaku" (「リクナビ進学」) của Recruit (リクルート)                                                              | Đĩa đơn thứ 10 "Blue Sky Blue"                                  |
| Hitomi no Oku no Ginga (瞳の奥の銀河)                                           | Bài hát kết thúc chủ đề cho anime "Kindaichi Shounen no Jikenbo R" (Kindaichi Case Files (R): Season 2) (『金田一少年の事件簿R』) trên kênh YTV và NTV       | Đĩa đơn thứ 11 "Hitomi no Oku no Ginga"                         |
| Yasashisa de Afureru you ni (やさしさで溢れるように)                            | Bài hát chủ đề cho bộ phim Shokubutsu Zukan Unmei no Koi, Hiroimashita (『植物図鑑 運命の恋、ひろいました』) 映                                              | Đĩa đơn thứ 12 "Yasashisa de Afureru You ni"                    |
| Hoka no Dareka yori Kanashii Koi wo Shita dake (他の誰かより悲しい恋をしただけ) | Kết thúc chủ đề cho "Sukkiri!!" (『スッキリ!!』) tháng 9 năm 2016 trên kênh NTV                                                                              | Best album "THIS IS Flower THIS IS BEST"                        |

## Xuất hiện

### TV
- Shuukan EXILE (週刊EXILE)（tháng 1 năm 2011 -, trên kênh TBS）
- Suiyou Kayou-sai (水曜歌謡祭)（tháng 4 - tháng 9 năm 2015, trên kênh Fuji TV）

### CM
- マイナビ「JOL」（năm 2012）bởi Mizuno ・Fujii ・Washio ・Satou（năm 2014）bởi Fujii ・Washio ・Satou
- OPA「Oh! Bargain」（2012年12月 - 2013年1月）bởi Mizuno ・Fujii ・Bandou

### MV
- "24karats STAY GOLD (KIDS & GIRLS Version)" của EXILE（năm 2011）
- "Rising Sun" của EXILE（năm 2011）

### Radio
- FM OSAKA E∞tracks Selection "FLOWER no Tsubomi" (FM OSAKA E∞tracks Selection 「FLOWERのつぼみ」)（tháng 7 - tháng 12 năm 2012, FM OSAKA）bởi Washio ・Mutou
- Flower Blooming Radio（tháng 1 - tháng 6 năm 2014, FM Fukuoka) bởi Ichiki

## Live Tours
Flower LIVE TOUR 2015 "Hanadokei" (Flower LIVE TOUR 2015 "花時計")  (năm 2015)
- Ngày 05 tháng 6：Hokkaido ・Zepp Sapporo
- Ngày 18 tháng 6, ngày 19 tháng 6：Fukuoka ・Zepp Fukuoka
- Ngày 25 tháng 6, ngày 26 tháng 6 ：Tokyo ・Zepp Tokyo
- Ngày 02 tháng 7, ngày 03 tháng 7：Osaka ・Zepp Namba
- Ngày 09 tháng 7, ngày 10 tháng 7 ：Aichi ・Zepp Nagoya

Flower Theater 2016 〜THIS IS Flower〜  (năm 2016)
- Ngày 21 tháng 10：Fukuoka ・アルモニーサンク北九州ソレイユホール
- Ngày 23 tháng 10：Hiroshima ・広島文化学園HBGホール
- Ngày 25 tháng 10：Hyougo ・神戸国際会館 こくさいホール
- Ngày 27 tháng 10：Miyazaki ・宮崎市民文化ホール
- Ngày 30 tháng 10：Chiba ・市川市文化会館 大ホール
- Ngày 02 tháng 11：Iwate ・奥州市文化会館 Zホール
- Ngày 03 tháng 11：Aomori ・八戸市公会堂
- Ngày 09 tháng 11：Fukuoka ・福岡サンパレス
- Ngày 11 tháng 11：Mie ・三重県文化会館 大ホール
- Ngày 15 tháng 11：Ishikawa ・本多の森ホール
- Ngày 21 tháng 11：Tokyo ・東京国際フォーラム ホールA
- Ngày 23 tháng 11：Fukushima ・いわき芸術文化交流館アリオス 大ホール
- Ngày 25 tháng 11：Miyagi ・仙台サンプラザホール
- Ngày 30 tháng 11：Osaka ・オリックス劇場
- Ngày 02 tháng 12：Ehime ・松山市総合コミュニティセンター キャメリアホール
- Ngày 09 tháng 12：Shizuoka ・静岡市民文化会館 大ホール
- Ngày 11 tháng 12：Nara ・なら100年会館 大ホール
- Ngày 12 tháng 12：Wakayama ・和歌山県民文化会館 大ホール
- Ngày 16 tháng 12：Aichi ・名古屋国際会議場 センチュリーホール
- Ngày 18 tháng 12：Sapporo ・ニトリ文化ホール
- Ngày 21 tháng 12：Kanagawa ・パシフィコ横浜 国立大ホール

Flower Theater 2016 〜THIS IS Flower〜 THE FINAL
- Ngày 16 tháng 1 năm 2017：Tokyo ・TOKYO INTERNATIONAL FORUM Hall A